# Żyła odstrzałkowa

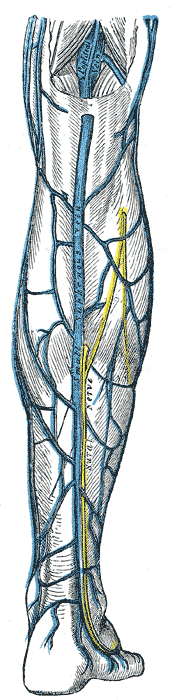
Żyła odstrzałkowa podpisana Small saphenous vein

Żyła odstrzałkowa (łac. vena saphena parva) – w anatomii człowieka żyła należąca do grupy żył powierzchownych kończyny dolnej, położona na tylnej powierzchni goleni. 
Powstaje jako przedłużenie żyły brzeżnej bocznej stopy, do której dołączają się gałęzie skórnej sieci żylnej grzbietowej stopy i sieci żylnej podeszwowej, a także zespolenia z głębokimi żyłami podeszwowymi bocznymi. Przechodzi z tyłu od kostki bocznej, następnie wstępuje ku górze na tylnej powierzchni goleni początkowo wzdłuż brzegu bocznego ścięgna piętowego, a potem po jego stronie tylnej. Wyżej wchodzi pomiędzy obie głowy mięśnia brzuchatego łydki, gdzie obejmuje ją zdwojenie powięzi goleni. Wpada do żyły podkolanowej od jej tylnej strony, wcześniej przebijając powięź. 
Jej dopływami są żyły powierzchowne stopy odprowadzające krew z jej brzegu bocznego oraz ze strony bocznej okolicy piętowej – z sieci żylnej piętowej (rete venosum calcaneum), żyły powierzchowne strony tylno-bocznej goleni i żyła udowo-podkolanowa (vena femoropoplitea).